# Chloroleucon chacoense
Chloroleucon chacoense är en ärtväxtart som först beskrevs av Arturo Erhardo Erardo Burkart, och fick sitt nu gällande namn av Rupert Charles Barneby och James Walter Grimes. Chloroleucon chacoense ingår i släktet Chloroleucon och familjen ärtväxter. IUCN kategoriserar arten globalt som sårbar. Inga underarter finns listade i Catalogue of Life.